# Венета Иванова
Венета Иванова е български изкуствовед, професор в Националната художествена академия.

## Биография
Родена е през 1929 г. През 1952 г. завършва История на изкуството в Московския държавен университет. Работи като хоноруван преподавател в Московския държавен университет. След завръщането си в България, през 1954 г. започва работа в Художествената академия в София. Хабилитирана е за доцент, а от 1982 г. е професор.
Умира на 8 февруари 2016 г. в София.

## Отличия и награди
- През 2009 г. е удостоена с почетното звание Доктор хонорис кауза на Националната художествена академия.[1][2]
- Удостоена е с орден „Кирил и Методий“ I и III степен.[1]